# 中井健人
中井 健人（なかい けんと、1996年8月11日 - ）は、ラグビーユニオンの選手。

## 略歴
母親はウクライナ人。小学1年生から福岡平尾ウイングRFCでラグビーを始めた。
福岡県立筑紫高等学校では1年からレギュラーとなり、3年時に全国高等学校選抜ラグビーフットボール大会に出場し、高校日本代表候補にも選出された。
法政大学でも、1年次から公式戦に出場。3年次では大学選手権出場に貢献。在学中は関東大学オールスターに出場し、ジュニア・ジャパンとしてワールドラグビー パシフィック･チャレンジ2016に出場。
2019年、ヤマハ発動機ジュビロ（現・静岡ブルーレヴズ）に加入。
2021年3月6日にジャパンラグビートップリーグ第2節NECグリーンロケッツ戦に途中出場で公式戦初出場を果たす。
2022年、ジャパンラグビーリーグワンの三菱重工相模原ダイナボアーズに加入。
2025年5月、三菱重工相模原ダイナボアーズを退団。